# Lemmaphyllum rostratum
Lemmaphyllum rostratum là một loài dương xỉ trong họ Polypodiaceae. Loài này được Burm. f. Tagawa mô tả khoa học đầu tiên năm 1966.